# Limba meglenoromână
     Limba aromână
     Limba meglenoromână
     Oraș
     Sat meglenoromân
     Sat care a fost meglenoromân
     Sat aromânesc

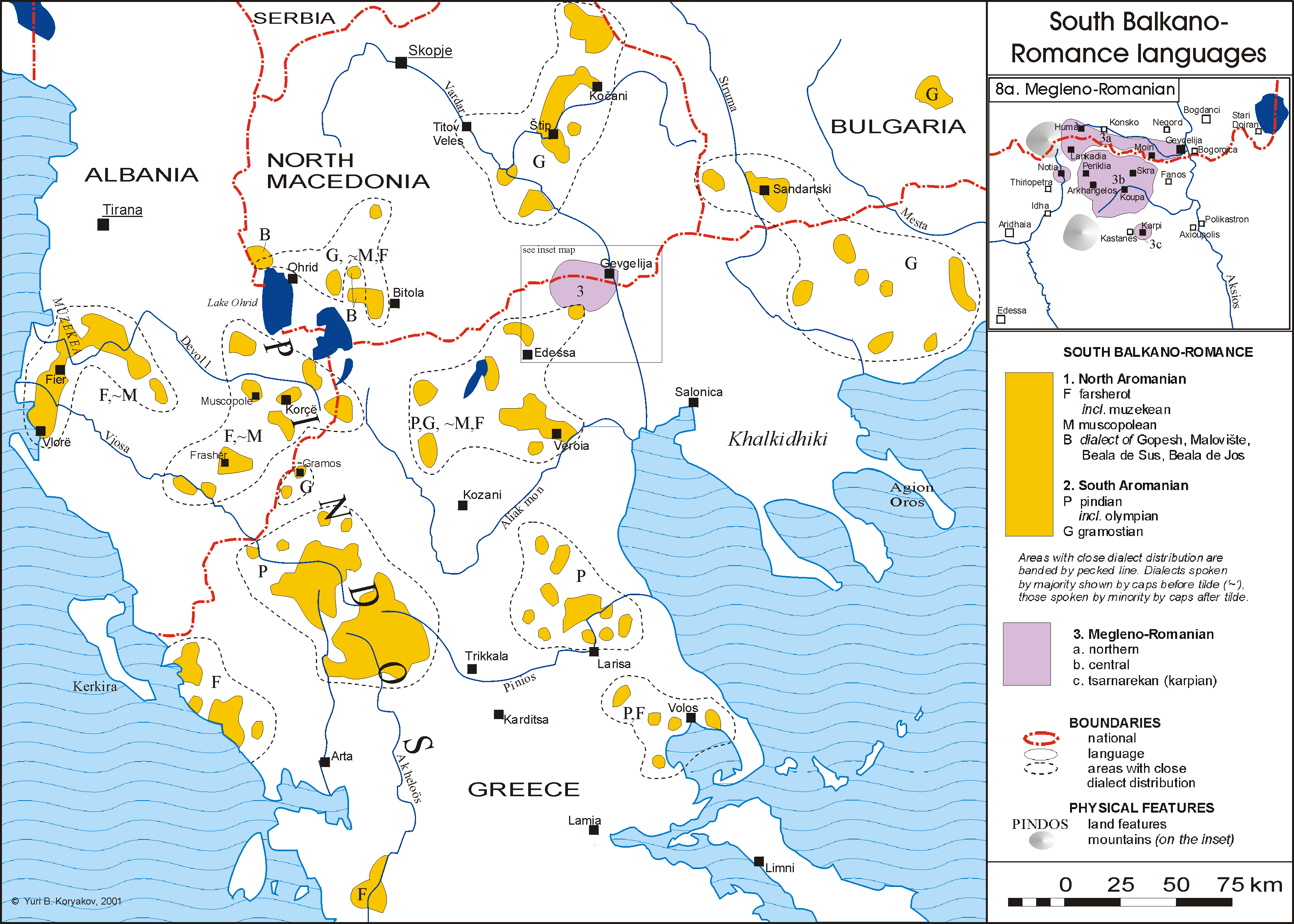
Grupul sudic al limbilor romanice de est
Limba aromână
Limba meglenoromână

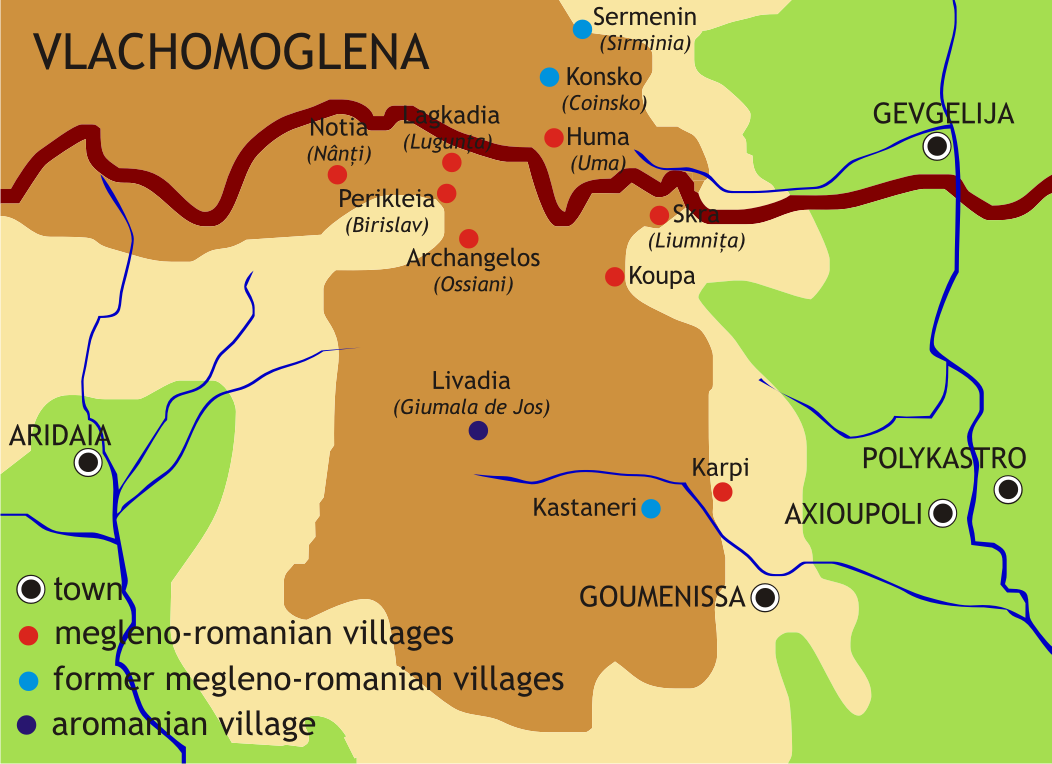
Regiunea Meglen
Oraș
Sat meglenoromân
Sat care a fost meglenoromân
Sat aromânesc

Meglenoromâna este un idiom vorbit de o populație numită în mediul academic „meglenoromâni”. Statutul său este controversat. Unii lingviști, de exemplu Alexandru Graur, îl consideră o limbă autonomă făcând parte din ramura de est a limbilor romanice, împreună cu limbile română, aromână și istroromână, dar majoritatea cercetătorilor o consideră un dialect al limbii române, pe lângă cel dacoromân, cel aromân și cel istroromân. Printre aceștia nu există unitate în ceea ce privește statutul meglonoromânei față de celelalte varietăți.
Meglenoromâna mai era vorbită în 2014 de o populație estimată la aproximativ 2.800 de persoane care își spun vlaș (singular vla, cu varianta vlau̯) sau machidoni „machedoni” (termen popular impropriu folosit în România), iar limba lor o identifică spunând că vorbesc vlășește, respectiv macedonește (termen popular impropriu folosit în România). Etnonimul vlaș „vlahi” este la origine un exonim folosit de popoarele vecine și adoptat de ei.
Meglenoromânii trăiesc în regiunea Macedonia Centrală din Grecia, în Macedonia de Nord din fosta Iugoslavie, în România și în Turcia. Aceștia din urmă provin din satul Notia (Grecia) fiind convertiți la islam (vezi secțiunea de mai jos).

## Istorie externă și istoricul cercetărilor
Meglenoromâna este idiomul romanic de est a cărui istorie este cel mai puțin cunoscută, deoarece nu are atestări vechi. Se presupune că a fost a doua care s-a separat de restul limbii protoromâne, după aromână, aproximativ în secolele XII-XIII, când vorbitorii ei s-au așezat în regiunea Meglen, pe malul râului Vardar, venind dinspre nord.
Prima mențiune despre meglenoromână a fost făcută de diplomatul și filologul austriac Johann Georg von Hahn în 1867, care a și distins-o de aromână, vorbind de două dialecte, dar fără să le numească. Lingvistul german Gustav Weigand a fost primul cercetător care a studiat propriu-zis meglenoromâna pe care, pentru a o deosebi de dacoromână, aromână și istroromână, a numit-o „Meglen”. Tot el a notat și publicat pentru prima oară texte în acest idiom.
Ovid Densușianu considera că meglenoromânii sunt de origine nord-dunăreană și vedea idiomul lor apropiat de dacoromână. Dintre cercetătorii actuali, Petar Atanasov adoptă această ipoteză, considerând meglenoromâna ca un stadiu mai arhaic al dacoromânei. Dimpotrivă, Sextil Pușcariu susținea originea sud-dunăreană a meglenoromânilor, clasând meglenoromâna împreună cu aromâna într-un subgrup estic, iar dacoromâna și istroromâna în unul vestic. Theodor Capidan și Gheorghe Ivănescu considerau că meglenoromâna formează împreună cu aromâna un dialect sudic. Alexandru Philippide, Alexandru Rosetti și Matilda Caragiu Marioțeanu vedeau de asemenea meglenoromâna mai apropiată de aromână. Ion Coteanu o considera o variantă regională a aromânei, iar pe aceasta din urmă autonomă de română. Există și ipoteza originii complexe, dacoromâne și aromâne a meglenoromânei.
După textele publicate de Weigand (1892), au mai apărut culegeri de folclor literar ale lui Pericle Papahagi și Ion Aurel Candrea. Cele mai recente sunt culegerile lui Dionisie Papatsafa și Dumitru Ciotti.
Există o singură lucrare cultă, o broșură despre creșterea viermilor de mătase, cu grafia adaptată după cea română și cu termeni împrumutați din aceasta.
Între anii 1862 și 1912 au existat sporadic la meglenoromâni forme de învățământ în română sau/și aromână, și folosirea limbii române alături de limba greacă sau în locul acesteia ca limbă de cult.

## Numărul vorbitorilor și distribuție geografică
Prima informație despre numărul meglenoromânilor provine de la Weigand, care l-a estimat la 14.000 în 1892. Dintre diverse estimări ulterioare, numărul cel mai mare este de 30.000, informație din 1904. Numărul lor a scăzut continuu în urma evenimentelor istorice din prima jumătate a secolului al XX-lea, în care Meglenul a fost teatru de război, începând cu Războaiele Balcanice și terminând cu Războiul Civil Grec. Acestea au spart comunitatea relativ compactă a meglenoromânilor și au provocat răspândirea lor prin schimburi de populație și emigrări, în mai multe țări: în fosta Iugoslavie (actuala Macedonie de Nord, dar și în Voivodina), în Turcia, în România. În a doua jumătate a secolului al XX-lea, modernizarea societăților a accentuat împrăștierea meglenoromânilor prin mutarea multora în orașe sau chiar emigrarea în Europa Occidentală, în căutare de lucru. Aceste fenomene au dus la asimilarea multor meglenoromâni cu populațiile majoritare, inclusiv prin căsătorii mixte.
Despre numărul vorbitorilor de meglenoromână există o estimare referitoare numai la Grecia și la Macedonia de Nord, la 2.800 de persoane. Aceștia trăiesc mai ales în regiunea Macedonia Centrală din Grecia, unde se află regiunea istorică Meglen, prefecturile Kilkis și Pella, în localitățile L’umniță (Σκρα – Skra), Cupă (Κούπα – Kupa), Țărnareca (Κάρπη – Karpi), Oșiń (Αρχάγγελος – Arhagghelos), Birislăv (Περίκλεια – Perikleia) Lundziń (Λαγκαδιά – Lagkadia) și Nănti sau Nǫ́nti (Νότια – Notia). În Macedonia de Nord, limba se mai vorbește practic numai în orașul Gevgelija, de către foștii locuitori ai satului Umă (Хума – Huma) cu populație majoritar meglenoromână, care s-au mutat acolo.

## Situația actuală
Meglenoromâna s-a păstrat bine până la începutul secolului al XX-lea, din cauza modului de viață rural tradițional, a izolării satelor. Lipsea aspectul scris al idiomului, dar și școlarizarea în limba oficială a stăpânirii otomane de atunci. Aceasta făcea ca în familii și în sate să se vorbească numai meglenoromâna. Doar bărbații care umblau la oraș erau bi- sau trilingvi și introduceau elemente străine în idiom.
Evenimentele istorice și fenomenele sociale ulterioare au declanșat procesul pierderii idiomului, care continuă, în condițiile în care vorbitorii sunt școlarizați, dar în altă limbă decât cea maternă. La aceasta contribuie și lipsa prestigiului limbii materne în ochii vorbitorilor, mai ales a tinerilor, care văd posibilitatea afirmării lor numai în limba majorității.
În prezent există foarte puține forme de organizare culturală sau de altă natură meglenoromâne, cum există în cazul aromânilor și chiar al istroromânilor. Există de exemplu la Cerna (județul Tulcea), singura localitate cu populație majoritar de origine meglenoromână din România, Ansamblul folcloric meglenoromân „Altona” și Asociația „Altona”, la care participă elevi de la Școala Gimnazială „Panait Cerna”. Aceste trei entități, precum și familiile se preocupă de cultivarea moștenirii culturale meglenoromâne. În orice caz, idiomul este pe cale de dispariție, fiind înscris în Atlasul UNESCO al limbilor din lume în pericol.

## Graiuri
Fiecare sat meglenoromân își are graiul său, care sunt grupate în mai multe feluri. Există o împărțire în două grupuri: cele din Umă și Țărnareca pe de o parte, și cele din L’umniță, Cupă, Oșiń, Birislăv, Nǫ́nti și Lundziń pe de altă parte. Altă împărțire este făcută în trei grupuri, graiul din Lundziń fiind considerat aparte. După anumite trăsături s-au făcut și alte opoziții: graiul din Țărnareca față de toate celelalte, graiurile din L’umniță și Cupă față de celelalte, cele din Umă și din Lundziń față de celelalte. În special, din punctul de vedere al împrumuturilor, se pot opune graiurile din Grecia, Macedonia de Nord și România.

## Fonetism și scriere
Fonetismul meglenoromânei nu este unitar. Există diferențe relativ însemnate între graiuri.

### Vocale
Fonemele vocalice ale meglenoromânei sunt:

|                 |                       |                       |                       |                       |                       |
| Deschidere      | Anterioritate         | Anterioritate         | Anterioritate         | Anterioritate         | Anterioritate         |
| Deschidere      | Anterioare            | Semiant.              | Centrale              | Semipost.             | Posterioare           |
| Închise         | \| i u e o ə ɛ ɔ a \| | \| i u e o ə ɛ ɔ a \| | \| i u e o ə ɛ ɔ a \| | \| i u e o ə ɛ ɔ a \| | \| i u e o ə ɛ ɔ a \| |
| Cvasiînchise    | \| i u e o ə ɛ ɔ a \| | \| i u e o ə ɛ ɔ a \| | \| i u e o ə ɛ ɔ a \| | \| i u e o ə ɛ ɔ a \| | \| i u e o ə ɛ ɔ a \| |
| Semiînchise     | \| i u e o ə ɛ ɔ a \| | \| i u e o ə ɛ ɔ a \| | \| i u e o ə ɛ ɔ a \| | \| i u e o ə ɛ ɔ a \| | \| i u e o ə ɛ ɔ a \| |
| Mijlocii        | \| i u e o ə ɛ ɔ a \| | \| i u e o ə ɛ ɔ a \| | \| i u e o ə ɛ ɔ a \| | \| i u e o ə ɛ ɔ a \| | \| i u e o ə ɛ ɔ a \| |
| Semideschise    | \| i u e o ə ɛ ɔ a \| | \| i u e o ə ɛ ɔ a \| | \| i u e o ə ɛ ɔ a \| | \| i u e o ə ɛ ɔ a \| | \| i u e o ə ɛ ɔ a \| |
| Cvasideschise   | \| i u e o ə ɛ ɔ a \| | \| i u e o ə ɛ ɔ a \| | \| i u e o ə ɛ ɔ a \| | \| i u e o ə ɛ ɔ a \| | \| i u e o ə ɛ ɔ a \| |
| Deschise        | \| i u e o ə ɛ ɔ a \| | \| i u e o ə ɛ ɔ a \| | \| i u e o ə ɛ ɔ a \| | \| i u e o ə ɛ ɔ a \| | \| i u e o ə ɛ ɔ a \| |
| i u e o ə ɛ ɔ a |                       |                       |                       |                       |                       |

Transcrierea meglenoromânei nu este unitară în rândul cercetătorilor. În acest articol se folosește cea a lui Theodor Capidan. Vocalele care nu se găsesc în româna standard sunt redate în felul următor:
- /ɛ/ – ę;
- /ɔ/ – ǫ.

#### În poziție accentuată
/a/, /e/, /i/ și /u/ purtătoare de accent sună în general ca în dacoromână.
/ɔ/ înlocuiește în mai multe graiuri fonemele /ǝ/ (ă) și /ɨ/ (î), care astfel se confundă: lăsǫ́ „lăsă”, lǫ́nă „lână”. În graiul din Lundziń, fonemul /ɔ/ corespunde și diftongului [o̯a]: ǫ́spiț „oaspeți”.
/ǝ/ se păstrează în poziție accentuată și în locul lui /ɨ/, în graiurile din Umă și Țărnareca: lắnă „lână”.
/o/ nu se deosebește de /ɔ/ în graiul din L’umniță, ultimul realizându-se și el [o], prin urmare corespunde și vocalelor /ǝ/ și /ɨ/: mónă „mână”.
/ɛ/ există alături de diftongul [e̯a] în graiul din Lundziń (fętă/feată „fată”) și se opune lui /e/ în graiurile din Lundziń, Cupă, L’umniță, Oșiń și Birislăv: vidém „vedem” vs. vidę́m „vedeam”.
Vocalele /a/, /e/, /i/, /o/, /ɔ/ și /u/ accentuate se lungesc, în afară de graiurile din Umă și Țărnareca: ápu [aːpu] „apă”, căméș [kǝmeːʃ] „cămeși”, sin [siːn] „sân”, sóră [soːrǝ] „soră”, grǫ́n [grɔːn] „grâu”, súflit [suːflit] „suflet”.

#### În poziție neaccentuată
Înaintea silabei accentuate, vocalele se închid, dar nu și în împrumuturi:
- a > ă: ăbínă „albină”;
- e > i: țitáti „cetate”;
- o > u: purcár „porcar”.

În L’umniță, /ǝ/ la început de cuvânt urmat de o consoană nazală se realizează [ạ] (mai închis decât [a], între acesta și [ə], mai aproape de [a]): ạn „în”, ạmpirát „împărat”.
Și după silabă accentuată se închid aceleași vocale, dar /a/ se păstrează ca articol hotărât: cásă vs. cása.

### Diftongi
În toate graiurile meglenoromâne există diftongii descendenți [aw], [ew], [iw] și [ow] (semivocala /w/ fiind transcrisă u̯), și diftongii ascendenți [ja], [je], [jo] și [ju], semivocala /j/ transcriindu-se i̯.
În diverse graiuri există și alți diftongi:
- [o̯a] în Lundziń, Oșiń, Birislăv, Cupă: soári „soare”;
- [e̯a] în Lundziń, Oșiń, Birislăv, Cupă: feátă „fată”;
- [wǝ] în L’umniță, Cupă: fu̯ăc „foc”;
- [jǝ] în L’umniță, Cupă: ạnțili̯ắg „înțeleg”.

În transcrierea diftongilor există o diferență între Capidan și P. Atanasov, în sensul că acesta notează și semivocalele e̯ și o̯.

### Consoane
Meglenoromâna are 26 de consoane:
|                  | Bilabiale | Labiodentale | Alveolare | Postalveolare | Palatale | Velare | Glotală |
| ---------------- | --------- | ------------ | --------- | ------------- | -------- | ------ | ------- |
| Nazale           | m         |              | n         |               | ɲ        |        |         |
| Oclusive         | p b       |              | t d       |               | kʲ ɡʲ    | k ɡ    |         |
| Africate         |           |              | t͡s d͡z     | t͡ʃ d͡ʒ         |          |        |         |
| Fricative        |           | f v          | s z       | ʃ ʒ           | hʲ       |        | h       |
| Vibrantă         |           |              | r         |               |          |        |         |
| Sonantă laterală |           |              | l         |               | ʎ        |        |         |

În poziție finală de cuvânt, consoana /l/ primește o nuanță velară: cał „cal”, críeł „minte, gând”.
Transcrierea consoanelor diferită de cea din română:
| Consoană      | Transcriere | Transcriere |
| Consoană      | Capidan     | P. Atanasov |
| ------------- | ----------- | ----------- |
| /d͡z/          | dz          | d̦           |
| /d͡ʒ/          | dž          | ǧ           |
| /l/ velarizat | ł           | ł           |
| /ɲ/           | ń           | ń           |
| /t͡s/          | ț sau ts    | ț           |
| /t͡ʃ/          | tš          | č           |
| /ʎ/           | l’          | l’          |
| /kʲ/          | chi̯         | k’          |
| /ɡʲ/          | ghi̯         | g’          |
| /hʲ/          | h’          | h’          |

Observații:
- Consoana /h/ nu s-a păstrat în vechiul fond, de exemplu în numele satului Umă, ci apare numai în împrumuturi recente, de exemplu în hutél „hotel”[3].
- Opozițiile /d͡z/ : /z/ și /d͡ʒ/ : /ʒ/ s-au păstrat numai în graiul din Țărnareca, în celelalte africatele au trecut în fricative: frúndză/frúnză,  džoc/joc.

### Evoluții fonetice diferite de la latină la română, respectiv la megleoromână
| Latină                                                                                     | Română                       | Meglenoromână                                 |
| ------------------------------------------------------------------------------------------ | ---------------------------- | --------------------------------------------- |
| [a] inițial de cuvânt: HABĒMUS >                                                           | păstrarea lui [a]: „avem”    | afereza frecventă a lui [a]: vem              |
| [o] inițial de cuvânt: OC(U)LUS >                                                          | păstrarea lui [o]: „ochi”    | [wo]: u̯ócl’u                                  |
| [e] accentuat precedat de consoană labială și urmat de silabă cu [i], [e] sau [u]: MELUM > | [ǝ]: „măr” (pomul)           | păstrarea lui [e]: mer                        |
| [e] accentuat precedat de consoană labială și urmat de silabă cu [a]: ME(N)SA >            | [a]: „masă”                  | diftongarea lui [e]: meásă                    |
| [v] + [e] sau [i] accentuat: VĪVUS >                                                       | păstrarea lui [v]: „viu”     | palatalizarea lui [v] (nesistematică): ghíu̯   |
| [m] + [e] accentuat: MEDIUS >                                                              | păstrarea lui [m]: „miez”    | palatalizarea lui [m] (nesistematică): ńez    |
| [p] + [e] sau [i] accentuat: PĔCTUS >                                                      | păstrarea lui [p]: „piept”   | palatalizarea lui [p] (nesistematică): chi̯épt |
| [f] + [e] sau [i] accentuat: FERRUM >                                                      | păstrarea lui [f]: „fier”    | [j], mai rar [hʲ]: i̯er, h’er                  |
| [k] + [e] sau [i] accentuat: CAELUM >                                                      | [t͡ʃ]: „cer”                  | [t͡s]: țer                                     |
| [ɡ] + [e] sau [i] accentuat: GĔNER >                                                       | [d͡ʒ]: „ginere”               | [z], mai rar [d͡z]: ziniri, dzíniri            |
| [l] + [e] sau [i] accentuat: LĔPOREM >                                                     | [j]: „iepure”                | palatalizarea lui [l]: l’épuri                |
| [l] după [k]: ORĬCLA >                                                                     | căderea lui [l]: „ureche”    | palatalizarea lui [l]: ureácl’ă               |
| [l] după [ɡ]: IŬG(U)LO >                                                                   | căderea lui [l]: „înjunghii” | palatalizarea lui [l]: júngl’u                |
| [n] + [e] neaccentuat: VĪNEA >                                                             | căderea lui [n]: „vie”       | palatalizarea lui [n]: víńă                   |

### Alte particularități fonetice
- Desinența -i asilabic [ʲ] de masculin plural a substantivelor și adjectivelor, precum și cea de persoana a II-a singular a indicativului prezent cade după consoanele [p], [b], [f], [v] și [m], fără schimbarea acestora: lup „lupi”, fitšór „feciori”, ạntréb „întrebi”.
- În graiurile din Umă și din Țărnareca, această desinență, precedată de grupurile de consoane ale căror al doilea element este [t͡s], [d͡z], [t͡ʃ], [d͡ʒ], [ʃ] (în Țărnareca și [ɡʲ], [ɲ], [ʎ]), devine [ǝ]: múl’ță „mulți”, árșă „arși”, dórńă „(tu) dormi”.
- În graiul din Umă, desinența -i se păstrează cu calitate vocalică după orice alt grup de consoane sau semivocală + consoană decât cele ale căror al doilea element este [t͡s], [d͡z], [t͡ʃ], [d͡ʒ], [ʃ]: ál’bi [aʎbi] „albi”, núi̯bi [nujbi] „întâlnești”.
- În Umă și în Țărnareca se păstrează u final de cuvânt după orice grup de consoane: álbu „alb”, múltu „mult”, rúptu „rupt”.
- Consoanele sonore finale de cuvânt devin surde (vi̯ét „(eu) văd”, ves „vezi”, alp „alb”, rǫ́t „(eu) râd”), dar în general aceasta nu se marchează în transcrieri.

## Gramatică
Structura gramaticală a limbii meglenoromâne diferă întrucâtva de cea a românei, prin unele trăsături arhaice și datorită unor influențe ale limbilor învecinate.

### Morfologie
În morfologie se remarcă atât trăsături sintetice, cât și analitice, precum și influențe ale limbii macedonene și ale aromânei, mai ales în graiul din Țărnareca.

#### Substantivul
Singularul
La masculin singular, pe lângă substantivele terminate în consoană, sunt mai multe decât în română cele terminate în -u, în Umă și în Țărnareca această terminație existând după orice grup de consoane: sócru ca în română, dar și córbu „corb”, cắmpu „câmp”.
Din cauza închiderii lui [e] neaccentuat la [i], atât la masculin, cât și la feminin, există substantive cu această terminație la singular: múnti „munte”, pustińitáti „pustietate”. Celelalte feminine se termină în -ă.
Pluralul
Forma de masculin plural nu se deosebește de cea de singular la substantivele terminate în vocală accentuată + p, b, f, v, ț, z, tš, ș, j, l’, i̯, ń  sau r: lup „lup” – lup „lupi”, fitšór „fecior” – fitšór „feciori”. La substantivele masculine terminate în alte consoane sau altă consoană + i, pluralul are ca marcă schimbarea acesteia: i̯ed – i̯ez, bărbát – bărbáț, cał – cal’/cai̯, fráti – fraț. Masculinele terminate la singular în -i precedat de r îl pierd pe -i la plural: l’épuri „iepure” – l’epur „iepuri”.
Desinența specifică de neutru plural este tot fără -i: loc – lócur.
Substantivele masculine cu singularul în -u schimbă această vocală în -i la plural, ca în română: sócru – sócri, u̯ócl’u – u̯ócl’i „ochi”.
Femininele în -ă au în general pluralul în -i: cásă – cási. La unele, consoana/consoanele precedentă/precedente se modifică: fúrcă – fúrchi, gắscă – gắști. Consoanele care provoacă căderea lui -i la masculin plural au același efect și la feminin: límbă – limb. La unele substantive se schimbă și vocala din rădăcină: vácă – văț.
-i-ul pluralului reapare la substativele masculine cu articol hotărât: fitšóril’ „feciorii”, fráțil’ „frații”.
Substantivele împrumutate din limba turcă, cu singularul în -a sau -ă pot avea pluralul în -z, vocala precedentă fiind accentuată: avlíi̯a – avlíur sau avlii̯áz „curți”, căsăbắ – căsăbắz „orașe”.
Exprimarea cazurilor este în general analitică.
Genitivul se exprimă în majoritatea graiurilor cu lu, la origine articol hotărât, devenit invariabil, practic o prepoziție. Se folosește la cele trei genuri și la cele două numere, atât pentru substantivul propriu nume de persoană, cât și pentru cel comun. Acesta din urmă este articulat cu articol hotărât sau nehotărât dacă este feminin sau masculin singular, putând fi nearticulat dacă este masculin plural:
| cása lu | bărbátu un bărbát feáta ună feátă Piștól fráțil’ draț feátili |

Doar în graiul din Țărnareca sunt forme de genitiv cu articol hotărât enclitic și cu articol posesiv antepus: ạu̯ țárlui fitšór „fiul împăratului”, tái̯fa a feátil’ei̯ „ceata fetei”.
Dativul are ca marcă prepoziția la, în general substantivul fiind nearticulat: la bărbát, la feátă, la Piștól, la fraț, la feáti.
Acuzativul este identic cu nominativul, fără prepoziție la numele de persoană în funcție de complement direct.
Vocativul meglenoromân este identic cu nominativul sau are desinențe (numai la singular): ạmpiráti! sau ạmpirátuli (mai rar) „împărate!” (masculin singular), su̯ắru! „soro!”

#### Articolul
Articolul nehotărât are formele un, ună, care nu se declină, la plural existând numai în unele graiuri, cu forma niști sau niștă.
Articolul hotărât:
- masculin și neutru singular:

- la substantivele terminate în consoană – mai rar -l, mai frecvent vocala de legătură -u- devenită articolul propriu-zis [fitšóru(l)]; în Țărnareca -lu: fitšórlu;
- la substantivele terminate în -u – -u (forma articulată confundându-se cu cea nearticulată) sau -l: córbu(l);
- la substantivele terminate în -i – -li: șárpili „șarpele”;

- feminin singular – -a: cása;
- masculin plural – -l’ sau -i̯: cucóțil’ sau cucóții̯ „cocoșii”; în Țărnareca -l’ă: fráțl’ă „frații”;
- feminin și neutru plural – -li: mắńli „maînile”, lócurli „locurile”; în Țărnareca -l’ă: mắńl’ă, locurl’ă.

#### Adjectivul
Adjectivul megleromân prezintă unele particularități față de cel din română în privința gradelor de comparație. Superlativul se poate forma și numai cu mai̯ + adjectivul cu articol hotărât (mai̯ míca fę́tă „fata cea mai mică”), sau analog cu cel din română: țéla mai̯ mári „cel mai mare”. În Țărnareca, acest grad se formează cu un prefix împrumutat din macedoneană, construcția fiind tot cu di: nai̯márli di tóț „cel mai mare dintre toți”.

#### Numeralul
Numeralele cardinale sunt aceleași ca în română, inclusiv în ceea ce privește formarea numerelor începând cu 11, cu pronunțarea specifică meglenoromânei:
1 un, una
2 doi̯, dǫ́u̯ă / dǫ́u̯ / du̯áu̯
3 trei̯
4 pátru
5 ținț
6 șási
7 șápti
8 u̯ópt
9 nǫ́u̯/nǫ́u̯ă
10 záți / zeáți / dzáți (ultima variantă în Țărnareca)
11 únspreț / únsprăț
12 dǫ́u̯spreț / dǫ́u̯sprăț
20 dǫ́u̯zǫ́ț
21 dǫ́u̯zǫ́tšiún
100 una sútă
1000 una míl’ă
2000 dǫ́u̯ míl’
1.000.000 un miliún
Aceste numerale pot primi articol hotărât: pricázma lu dói̯l’ fráț „povestea celor doi frați”.
Numeralele ordinale se formează în general din numeralele cardinale, la care se adaugă articolul -li indiferent de gen, înaintea lor folosindu-se prepoziția la: la dǫ́u̯li ór „a doua oară”, la tréi̯li cał „al treilea cal”. În graiul din Țărnareca, acest articol are varianta -l’ă și există și forma de feminin: la tréi̯a dzúu̯ă grí „în a treia zi grăi”. Corespunzător lui „întâi, întâia” există forma príma moștenită din latină, în afară de Țărnareca, unde îi corespunde împrumutul din limba greacă prot, proátă.

#### Pronume

##### Pronumele personal
Formele pronumelor personale sunt:
| Persoană | Persoană | Nominativ                           | Dativ            | Dativ                                        | Acuzativ         | Acuzativ                         |
| Persoană | Persoană | Nominativ                           | forme accentuate | forme neaccentuate                           | forme accentuate | forme neaccentuate               |
| -------- | -------- | ----------------------------------- | ---------------- | -------------------------------------------- | ---------------- | -------------------------------- |
| I sg.    | I sg.    | i̯o; iu̯ă (în L’umniță); i̯eu̯ (în Umă) | la mini          | ạń, ńi, ńă, ń                                | mini             | mi                               |
| II sg.   | II sg.   | tu                                  | la tini          | ạț, -ț; țu, ță (în Țărnareca)                | tini             | ti                               |
| III sg.  | masc.    | i̯eł; i̯ăł (în L’umniță)              | la i̯eł           | ạľ, ăľ; ại̯, l’ (în Cupă); l’ă (în Țărnareca) | i̯eł              | la, al, -l; ạu̯, u (în Țărnareca) |
| III sg.  | fem.     | i̯a                                  | la i̯a            | ạľ, ăľ; ại̯, l’ (în Cupă); l’ă (în Țărnareca) | i̯a               | ạu̯, ău̯, u                        |
| I pl.    | I pl.    | noi̯                                 | la noi̯           | na, nă                                       | noi̯              | na, nă                           |
| II pl.   | II pl.   | voi̯                                 | la voi̯           | va, vă                                       | voi̯              | va, vă                           |
| III pl.  | masc.    | i̯eľ; i̯ăľ (în L’umniță)              | la i̯eľ, la i̯ăľ   | la, lă; l’ă (în Țărnareca)                   | i̯eľ              | l’a, l’ă, ạl’, -ľ                |
| III pl.  | fem.     | i̯ali                                | la i̯ali          | li; l’ă (în Țărnareca)                       | i̯ali             | i                                |

Exemple în propoziții:
I̯ó s-mi dúc „Eu o să mă duc”;
Țé faț tú? „Ce faci tu?”;
Ạț mi ru̯ắg „Mă rog ție”;
Ạu̯ ạntribáră „Îl/O întrebară”.

##### Pronumele reflexiv
Pronumele reflexive de persoana I și a II-a sunt identice cu pronumele personale neaccentuate de aceleași persoane:
I̯ó s-mi dúc „Eu o să mă duc”;
Ạț mi ru̯ắg „Mă rog ție”;
S-nă ubidím căsmétu „Să ne încercăm norocul”.
La persoana a III-a are numai formă neaccentuată, si, cu varianta ți:
si ạnsurǫ́ „se însură”;
ạń ți máncă „mi-e foame” (literal „mi se mănâncă”);
si si dúcă „să se ducă”.
În ultimul exemplu, primul si este conjucția specifică conjunctivului. Din cauza omonimiei cu pronumele reflexiv, acesta din urmă poate să cadă. Prin urmare, în funcție de context, si dúcă poate însemna „să ducă” sau „să se ducă”.

##### Pronumele-adjectiv posesiv
În meglenoromână sunt și adjective posesive neaccentuate diferite ca formă de pronumele-adjective accentuate corespunzătoare.
| Posesor(i) | Posesor(i)       | Obiect(e) posedat(e)     | Obiect(e) posedat(e) | Obiect(e) posedat(e)                     | Obiect(e) posedat(e)      | Obiect(e) posedat(e) |
| Posesor(i) | Posesor(i)       | Masculin singular        | Masculin singular    | Feminin singular                         | Masculin plural           | Feminin plural       |
| Posesor(i) | Posesor(i)       | Formă accentuată         | Formă neaccentuată   | Feminin singular                         | Masculin plural           | Feminin plural       |
| ---------- | ---------------- | ------------------------ | -------------------- | ---------------------------------------- | ------------------------- | -------------------- |
| Persoana   | I singular       | meu̯; mi̯ău̯ în L’umniță    | -ńu                  | mea                                      | melʼ; mi̯ăl’ (în L’umniță) | meali                |
| Persoana   | a II-a singular  | tǫ́u̯; atău̯ (în Țărnareca) | -tu                  | (-)ta (formă accentuată și neaccentuată) | tǫ́lʼ                      | tali                 |
| Persoana   | a III-a singular | lui̯                      | -su                  | -sa (numai formă neaccentuată)           | –                         | –                    |
| Persoana   | I plural         | nostru                   | –                    | noastră                                  | noștri                    | noastri              |
| Persoana   | a II-a plural    | vostru                   | –                    | voastră                                  | voștri                    | voastri              |
| Persoana   | a III-a plural   | lor                      | –                    | lor                                      | lor                       | lor                  |

Formele accentuate ale adjectivelor posesive sunt cel mai frecvent antepuse substantivului, iar cele neaccentuate totdeauna postpuse. Exemple în grupuri de cuvinte, propoziții și fraze:
Méu̯ fitšór tári ăi̯ „Băiatul meu așa este”;
Dǫ́-ń l’a tǫ́l’ cǫ́ń astăz, i̯o si-ț l’a dau̯ mel’ la tini „Dă-mi câinii tăi astăzi, eu o să ți-i dau pe ai mei”;
Ni tátă-ńu… ni tšítšăl’ mi̯ắl’ nú rau̯ spuvidátš „Nici tatăl meu… nici unchii mei nu erau duhovnici”;
lúi̯ mul’ári „soția lui”;
no̯ástră casă „casa noastră”.

##### Pronumele-adjectiv demonstrativ
Formele pronumelui-adjectiv demonstrativ sunt:
|                 | Singular                             | Singular                            | Plural                               | Plural                                                          |
| Masculin        | Feminin                              | Masculin                            | Feminin                              |                                                                 |
| --------------- | ------------------------------------ | ----------------------------------- | ------------------------------------ | --------------------------------------------------------------- |
| de apropiere    | țista; (i̯)estu, aistu (în Țărnareca) | țeastă; i̯astă, aistă (în Țărnareca) | țișta; (i̯)ești, aiști (în Țărnareca) | țeasti, țeaști; țęsti (în Lundziń); i̯asti, aiste (în Țărnareca) |
| de depărtare    | țela                                 | țea                                 | țel’a                                | țeali                                                           |
| de diferențiere | lant                                 | lantă                               | lańț, lanț                           | lanti                                                           |
| de diferențiere | țelalant                             | țealantă                            | țel’alanț, țel’lanț                  | țealilanti                                                      |

Pronumele nu diferă de adjective ca formă, iar adjectivul este aproape totdeauna antepus substantivului. Acesta poate fi cu articol hotărât sau nearticulat. Uneori adjectivul este cel articulat. Exemple în grupuri de cuvinte, propoziții și fraze:
țísta u̯óm „acest om / omul acesta”;
țíșta cál’ „acești cai / caii aceștia”;
Dáț la éstu óm tắnti pári „Dați-i acestui om atâtea parale”;
Ạntribǫ́ țéla chirchézu (substantivul cu articol hotărât) „Întrebă acel cerchez / cerchezul acela”;
lántă u̯áră „altă dată”;
țe̯álilantili surór (adjectivul cu articol hotărât) „celelalte surori”.

##### Pronumele interogativ-relativ
Pronumele interogative-relative meglenoromâne sunt cari „care” și țe/ți „ce”. Ca interogativ, primul are și sensul „cine”, iar al doilea, ca relativ, se poate folosi și referitor la persoane. Exemple:
Cári ăi̯ cóla, brá? „Cine-i acolo, bre?”;
Vizú un u̯óm cari vinde̯á „Văzu un om care vindea”;
Țí faț? „Ce faci?”;
mul’áre̯a țe ti ạnsuráș „femeia cu care te-ai însurat”.
Cari are formă de genitiv-dativ analitic (la cari), iar la genitiv și formă sintetică (curui̯). Exemple:
La cári trițe̯á pri cóla, la tóț dădeá bustán „Cărora treceau pe acolo, tuturor le dădea pepene verde”;
Ve̯á un fráti la cári l’i rá núme̯a… „Avea un frate al cărui nume era…”;
Dăráț un lúcru mușát și cúrui̯ lúcru ăs íi̯ă má mușát, … „Faceți un lucru frumos, și al cărui lucru va fi mai frumos, …”.

##### Pronumele și adjectivul nehotărât
Adjective și/sau pronume nehotărâte meglenoromâne sunt:
- cáfcu (împrumut din macedoneană) „ce fel de”: Cáfcu tšóu̯li țér tu, Téghi̯u? „Ce fel de ghete vrei tu, Teghiu?”
- cǫ́t „cât, atât”: Cǫ́t si țeáră, tú să-l’ dái̯ „Cât cere, atâta să-i dai”;
- cǫ́ta „atât(a)”: Di cǫ́ta mai̯ bún nú si poáti „Mai bine decât atâta nu se poate”;
- cǫ́țva, cǫ́tiva „câțiva, câteva”: cǫ́tiva búț di ápu „câteva butoaie de apă”;
- cutári „cutare”: – Țí zúu̯ă să u fáțim núnta? – Zúu̯a cutári „În ce zi să facem nunta? – În ziua cutare”;
- i̯ér (din turcă, cu variantele neaccentuate e și i) „fiecare”: iér zúu̯ă / i zúu̯ă „(în) fiecare zi”, e săptămǫ́nă „(în) fiecare săptămână”;
- i̯er-cári „oricare”;
- i̯er-țí, e-țí „orice”: e-țí óm „orice om”;
- niscắn „ceva, câtva, puțin”: Rămási áncă niscắn „Mai rămase ceva”, Zăstắi̯, si be̯áu̯ niscắn „Stai, să beau puțin”;
- níști…, níști „unii…, alții”: Níști cu sápa, níști cu cártea „Unii cu sapa, alții cu cartea”;
- sfáca/sfácă (din macedoneană) „fiecare”: sfácă u̯óm „fiecare om”, sfáca dzúu̯ă „în fiecare zi”;
- tári/ftári „atare, astfel de, așa”: Méu̯ fitšór tári ăi „Băiatul meu așa este”, Si fę́si ftári grǫ́n,… „Se făcu un astfel de grâu,…”;
- tắntu, tắnti „atât, atâți”: Dáț-l’a la éstu om tắnti pári „Dați-i acestui om atâtea parale”;
- tot/tut, to̯átă, toț, , to̯áti: Tót cunácu ársi „Tot conacul arse”;
- țivá „nimic”: – Țé mi vér, bré fărtáti? – Nú, țivá, țivá „– Ce vrei de la mine, măi fârtate? – Nu, nimic, nimic”;
- țivá-godeá (al doilea element din macedoneană) „ceva”: Țéla si duțeá si spárgă țivá-godeá „Acela se ducea să strice/ucidă ceva”;
- vrin, vrínă „vreun, vreo”: vrínă métšcă „vreo ursoaică”.

#### Verbul

##### Diateze
În meglenoromână, verbul poate fi la diatezele activă și reflexivă.
La diateza reflexivă, pronumele reflexiv de persoana a III-a (si) fiind omonim cu varianta si a conjuncției să, poate să fie omis: si si ducă sau si ducă „să se ducă”, si speală „să se spele”, si bată „să se bată”. 
Reflexivul cu sens pasiv este foarte rar. De exemplu, în loc de lǫ́na si speală „lâna se spală” se preferă u spel’ lǫ́na „speli lâna”.

##### Aspecte și moduri de acțiune
Meglenoromâna a adoptat de la limba macedoneană exprimarea aspectelor verbale și a modurilor de acțiune cu unele mijloace specifice limbilor slave, în principal cu prefixe:
- du- exprimă aspectul perfectiv (efectuarea completă a acțiunii): … pănă nú duárdi luminárea, i̯o nú mor „… până nu arde de tot lumânarea, eu nu mor”;
- iz- exprimă tot aspectul perfectiv: Țéla purcáru la izbătú „Porcarul acela îl bătu bine”;
- pri- exprimă repetarea acțiunii: Nú la pót priflári „Nu-l pot regăsi”;
- pru- exprimă modul de acțiune incoativ: Al’ pruuu̯ắ găl’ína „Găina începu să i se ouă”;
- pu- exprimă o acțiune redusă cantitativ sau calitativ: Di ca putricú piștáru, i̯á cățǫ́ si-l’ dúnă „După ce se depărtă puțin vânzătorul de pești, ea începu să-i adune (peștii)”;
- răz- / răs- exprimă modul de acțiune incoativ: Ca ạntrǫ́ ăn núntru, si răsțăpǫ́ frátili „După ce intră înăuntru, fratele începu să țipe”;
- ză- este de asemenea incoativ: Lúpu si zăbucurǫ́ „Lupul începu să se bucure”.

Același verb poate primi mai multe prefixe, exprimând astfel mai multe aspecte sau moduri de acțiune. De exemplu, de la măncari „a mânca”, se formează verbele zămăncari „a începe să mănânce” (incoativ) și dumăncari „a mânca tot, a termina de mâncat” (perfectiv): Ca dumăncǫ́… „după ce sfârși de mâncat…”.
Sunt și sufixe specifice aspectelor: -că- și -dă- pentru imperfectiv, -cn- și -dn- pentru perfectiv. Exemple de perechi de verbe astfel marcate:
- vicăíri – vicníri: Țéla picuráru lǫ́ să vicăi̯áscă… „Păstorul acela începu să strige…” – Și vicní țéla picuráru… „Și strigă păstorul acela…”;
- budăíri – budníri: Cálu cățǫ́ si budăi̯áscă „Calul începu să alerge” – Si budní și i̯éł după tšítšă-sa „Porni și el în fugă după unchiu-său”.

##### Moduri, timpuri și conjugare
După Narumov, în meglenoromână se disting formal trei moduri personale (indicativ, conjunctiv și imperativ) și trei moduri nepersonale: infinitiv, gerunziu și participiu. La modurile personale se disting timpurile:
- la indicativ: prezent, imperfect, perfect simplu, perfect compus și mai mult ca perfect;
- la conjunctiv: prezent, perfect și imperfect.

După același autor, indicativul viitor, condiționalul prezent și condiționalul perfect nu au forme specifice, dar se exprimă prin forme de mai sus și prin perifraze.
P. Atanasov distinge în plus, față de formele de mai sus, viitorul indicativului, mai mult ca perfectul conjunctivului, prezentul condiționalului și imperfectul condiționalului. Menționează de asemenea construcția din latină VOLO „vreau” + infinitiv având în meglenoromână valoarea prezumtivului perfect.
În meglenoromână există patru clase de conjugare moștenite, analoge cu cele din română. La prezentul indicativului și conjunctivului, precum și la imperativ se disting la conjugările I și a IV-a verbe cu și fără sufix.
Infinitivul
| Conj. I           | Conj. I           | Conj. a II-a      | Conj. a III-a   | Conj. a IV-a      | Conj. a IV-a               |
| fără sufix        | cu sufix          | Conj. a II-a      | Conj. a III-a   | fără sufix        | cu sufix                   |
| ----------------- | ----------------- | ----------------- | --------------- | ----------------- | -------------------------- |
| căntári „a cânta” | lucrári „a lucra” | cădeári „a cădea” | bátiri „a bate” | durmíri „a dormi” | sirbíri „a sluji, a munci” |

La conjugarea a IV-a sunt și verbe cu sufixul de infinitiv -ǫ́ri în loc de -íri, ǫ́ fiind provocat de consoanele precedente ț, tš, ș, z, j. Exemple: ạmpărțǫ́ri „a împărți”, nărăntšǫ́ri „a porunci”, sfărșǫ́ri „a sfârși”, ạncălzǫ́ri „a încălzi”, prăjǫ́ri „a prăji”.
Infinitivul cu forma scurtă se folosește fără a, iar forma sa lungă se utilizează și cu valori verbale:
- Cu verbe modale: Ti póț dúțiri „Te poți duce”, Trubăi̯á jutári țístu óm „Trebuia ajutat omul acesta”.
- Cu prepoziția di are valoarea modului supin: Nú-i̯ di viruíri „Nu-i de crezut”.
- În formule de blestem, cu vă la negativ: Lúpu s-ti máncă, di nú vă ti măncári/măncá! (posibil și cu infinitivul scurt) „Lupul să te mănânce, mânca-te-ar!”.

În formă substantivată, infinitivul lung intră de asemenea în unele construcții specifice:
- Numește acțiunea corespunzător participiului substantivat din română Si údi lătrári di cắni „Se aude lătrat de câine”.
- Sub influența unor construcții din macedoneană, albaneză și aromână, exprimă o acțiune imediat anterioară celei a predicatului:

Únă culcári, zădurmíi̯ „De cum mă culcai, adormii”;
Cu viníri cásă, si discălțắ și si culcắ „De cum veni acasă, se descălță și se culcă”.
Indicativul prezent
| cǫ́nt   | lucréz   | cad   | bat   | dorm   | sirbés    |
| cǫ́nț   | lucréz   | caz   | baț   | dorm   | sirbéș    |
| cǫ́ntă  | lucre̯áză | cádi  | báti  | do̯ármi | sirbe̯áști |
| căntǫ́m | lucrǫ́m   | cădém | bátim | durmím | sirbím    |
| căntáț | lucráț   | cădéț | bátiț | durmíț | sirbíț    |
| cǫ́ntă  | lucre̯áză | cad   | bat   | dorm   | sirbés    |

Verbele de conjugarea I care au desinența -u la persoana I singular și -i la a II-a singular au și forme alternative la aceste persoane, care provin din macedoneană: ántru / ántrum „intru”, ántri / ántriș „intri”.
La conjugarea a IV-a, verbele cu sufix cu infinitivul în -ǫ́ri au vocala ǫ́ și în sufixe: ạmpărțǫ́s „împart”, tușǫ́ș „tușești” etc.
Indicativul imperfect seamănă foarte mult cu cel din română, atât ca formă, cât și ca folosire:
| căntám | cădeám | băteám | durmeám |
| căntái̯ | căde̯ái̯ | băte̯ái̯ | durme̯ái̯ |
| căntá  | căde̯á  | băte̯á  | durme̯á  |
| căntám | căde̯ám | băte̯ám | durme̯ám |
| căntáț | căde̯áț | băte̯áț | durme̯áț |
| căntáu̯ | căde̯áu̯ | băte̯áu̯ | durme̯áu̯ |

Indicativul perfect simplu este mult mai folosit decât în română pentru exprimarea unei acțiuni încheiate în trecut și prezintă față de cel românesc unele particularități de formă asemănătoare cu cele din aromână.
| căntái̯  | căzúi̯  | bătúi̯  | durmíi̯  |
| căntáș  | căzúș  | bătúș  | durmíș  |
| căntǫ́   | căzú   | bătú   | durmí   |
| căntǫ́m  | căzúm  | bătúm  | durmím  |
| căntáț  | căzúț  | bătúț  | durmíț  |
| căntáră | căzúră | bătúră | durmíră |

La persoanele I și a II-a plural lipsește -ră-, ceea ce face ca la conjugările I și a IV-a aceste forme să fie identice cu cele de la indicativ prezent.
La conjugarea a III-a există și o categorie de verbe cu accentul pe rădăcină, spre deosebire de exemplul de mai sus, care este cu accentul pe desinențe. Acestea prezintă o particularitate în plus față română, de asemenea comună cu aromâna. Exemplu:
| dúțiri „a duce”  |
| ---------------- |
| dúș „duséi”      |
| dúsiș „duséși”   |
| dúsi „dúse”      |
| dúsim „dúserăm”  |
| dúsiț „dúserăți” |
| dúsiră „dúseră”  |

În limba vorbită, acest timp are o valoare diferită de cea a perfectului compus, exprimând o afirmație categorică, vorbitorul fiind martor ocular la eveniment: G’órg’i viní din América „Gheorghe a venit din America”.
Indicativul perfect compus se formează în general ca în română, cu verbul auxiliar veári „a avea” la indicativ prezent, dar are valori specifice, în condițiile în care și perfectul simplu este foarte frecvent. Valorile sale sunt exprimate de poziția auxiliarului: antepus sau postpus participiului verbului cu sens deplin.
Auxiliarul antepus are aceleași forme ca veári cu sens deplin și poartă accent:
| ám ái̯ ári vém / vi̯ém véț / vi̯éț / áu̯ | căntát(ă) căzút(ă) bătút(ă) durmít(ă) |

Forma cu ă a participiului, ca în aromână, este în graiurile din Umă și Țărnareca.
Cu auxiliarul antepus, perfectul compus exprimă tot o acțiune încheiată în trecut, ca și perfectul simplu, dar la care vorbitorul nu a fost martor ocular, constatând personal faptul într-un moment ulterior: G’órg’i ári vinítă din América „Gheorghe a venit din America”.
Auxiliarul postpus are forme scurte, neaccentuate:
| căntát căzút bătút durmít | -am -ai̯ -au̯ -am -aț -au̯ |

Cu această formă, vorbitorul exprimă faptul că nu a fost martor la eveniment, nici nu a constatat faptul ulterior, ci acesta i-a fost relatat: G’órg’i vinít-ău̯ din América „(Pare-se / Mi s-a spus că) Gheorghe a venit din America”.
Observații:
- Verbul auxiliar poate avea și forma -ăm, -ăi̯, -ău̯, -ăm, -ăț, -ău̯.
- Verbele intranzitive care exprimă o mișcare pot avea perfectul compus cu auxiliarul íri „a fi” la indicativ prezent, antepus, participiul acordându-se cu subiectul în gen și număr. Această construcție coincide cu cea din alte limbi romanice, precum franceza, deși este vorba de o influență a limbii macedonene. Exemplu:

| sam / săm i̯eș ăi̯ / i̯ásti im iț sa / să | vinít vinítă viníț viníti |

- Există și o formă de perfect anterior[39], cu verbul auxiliar veári la perfect compus. Exprimă anterioritatea față de un verb la perfect compus: Tu vút-ăi̯ măncát cǫn vinít-ău̯ i̯ắł „Tu mâncaseși când a venit el”.

Indicativul mai mult ca perfect este cu totul diferit de cel din română, fiind analitic, format cu imperfectul indicativ al verbului veari și participiul. Este încă o coincidență cu limbi romanice occidentale ca franceza, dar tot o influență a macedonenei. Exemplu:
| ve̯ám ve̯ái̯ ve̯á ve̯ám ve̯áț ve̯áu̯ | căntát căzút bătút durmít |

Și mai mult ca perfectul se poate forma cu auxiliarul iri și cu participiul acordat, inclusiv la verbe tranzitive, tot sub influența macedonenei:
| rám rái̯ rá rám ráț ráu̯ | măncát măncátă măncáț măncáti |

Indicativul viitor
O formă specifică de viitor există numai în graiul din Țărnareca, cu verbul cu sens deplin la forma de conjunctiv prezent (vezi mai jos), precedat de ăs sau ă si / ă să invariabile, analog cu tipul de viitor din limba română format cu „o” + conjunctivul prezent. Ă provine din forma va/vă de persoana a treia singular indicativ prezent a verbului vreári „a vrea”. Exemple: ă si nă gustím „o să ne ospătăm”, ăs l’áu̯ „o să iau”.
Alt mijloc de exprimare a viitorului este analog cu alt tip de viitor folosit în limba română, cu conjunctivul prezent precedat de auxiliarul veári la indicativ prezent: am si ved „am să văd”.
Mijlocul principal de exprimare a viitorului este cu formele conjunctivului prezent, fiind nevoie de context ca să se distingă valoarea de viitor. Exemple:
I̯ó si va ’ncurún, ca napcúm si fáțiț făme̯ál’ „Eu vă voi cununa, pentru ca iarăși să faceți copii”;
Táț, mul’ári, ca si ti turés ăn váli! „Taci, femeie, că o să te arunc în vale!”
Conjunctivul prezent este foarte asemănător cu cel din română:
| să cǫ́nt   | să lucréz   | să cád   | să bát   | să dórm   | să sirbés    |
| să cǫ́nț   | să lucréz   | să cáz   | să báț   | să dárm   | să sirbéș    |
| să cǫ́ntă  | să lucre̯áză | să cádă  | să bátă  | să do̯ármă | să sirbe̯áscă |
| să căntǫ́m | să lucrǫ́m   | să cădém | să bátim | să durmím | să sirbím    |
| să căntáț | să lucráț   | să cădéț | să bátiț | să durmíț | să sirbíț    |
| să cǫ́ntă  | să lucre̯áză | să cádă  | să bátă  | să do̯ármă | să sirbe̯áscă |

Observații:
- La conjugarea I, toate formele personale coincid cu cele de la indicativ prezent.
- La aceeași conjugare, desinențele alternative -um și -iș de la indicativ prezent se regăsesc la aceleași verbe și la conjunctiv prezent: să ántru / să ántrum „să intru”, să ántri / să ántriș „să intri”.
- Conjuncția să are și varianta si, care apare și sub forma s- legată de cuvântul următor: să mi dúc „să mă duc”, si ạncálic „să încalec”, s-na dúțim „să ne ducem”. S- poate fi sonorizat dacă precede o consoană sonoră: z-vín „să vin”.

Conjunctivul perfect se formează în meglenoromână cu conjunctivul prezent al auxiliarului veári și participiul:
| să / si | am ái̯ ái̯bă vém véț ái̯bă | căntát căzút bătút durmít |

După Capidan și P. Atanasov, există și conjunctiv imperfect, cu forma de indicativ imperfect precedată de conjuncția să/si: si căntám. După P. Atanasov, meglenoromâna mai are și conjunctiv mai mult ca perfect, având forma indicativului mai mult ca perfect, cu conjuncția să/si.
Imperativul negativ este identic cu cel pozitiv și la singular. Există o diferență față de forma de conjunctiv prezent persoana a III-a singular, de unde provine forma de persoana a II-a singular a imperativului: la conjugarea a IV-a, la verbele cu sufix, acesta se reduce la -ea și desinența este zero :
| (nú) cǫ́ntă!  | (nú) lucreáză! | (nú) cádi!  | (nú) báti!  | (nú) dórm!  | (nú) sirbeá! |
| (nu) căntáț! | (nu) lucráț!   | (nu) cădéț! | (nu) bátiț! | (nu) durmíț | (nu) sirbíț! |

Condiționalul prezent se formează cu verbul auxiliar vreá (de la vreári „a vrea”) invariabil + conjunctivul prezent: vreá să cǫ́nt „aș cânta”.
Se mai exprimă și cu forma de indicativ prezent precedat de conjuncția de origine macedoneană ácu, având varianta cú [(a)cu cǫ́nt „dacă aș cânta”], sau cu conjuncția tot de origine macedoneană túcu + conjunctivul prezent: túcu si cǫ́nt. În frază: Túcu si-ń fácă țeásti tšǫ́fti Dómnu u̯ói̯, cari si treácă pri u̯á, nu la lás nidát „Dacă Domnul mi-ar preface ciorile astea în oi, oricine ar trece pe aici, nu-l las fără să-i dau ceva”.
Condiționalul imperfect are forma conjunctivului perfect precedat de vreá: vreá să ám căntát „aș fi cântat”.
Trecutul la acest mod mai este redat și cu (a)cu + indicativ imperfect și túcu + conjunctiv imperfect: (a)cu căntám / túcu si căntám „dacă aș fi cântat”. În frază: Túcu si dám la tóț, la míni nu rămăneá țivá „Dacă le-aș fi dat tuturor, mie nu-mi rămânea nimic”.
Prezumtivul prezent se exprimă cu vă (forma de persoana a III-a singular indicativ prezent a verbului vreári „a vrea”) + infinitivul lung: I̯ăł vă tăl’ári le̯ámni cló „(El) o fi tăind lemne acolo”.
Prezumtivul perfect se formează din vă + infinitivul lung al lui veari „a avea” + participiu: Țeáști pipérchi să toáti ársi, vă veári căzútă brúmă „Ardeii aceștia sunt toți arși, o fi căzut brumă”. Acest timp se mai formează și cu auxiliarul íri „a fi”: Vă íri cúlcat „S-o fi culcat”.
Gerunziul este rar folosit. Prezintă, după sufixul moștenit, încă un sufix (-ăra, cu variantele -ura și -urlea), a cărui origine este necunoscută. Exemple: plăngǫ́ndăra „plângând”, lăgǫ́ndura „alergând”, stiníndurlea „oftând”.
Participiul este asemănător cu cel din română (vezi mai sus formele verbale compuse cu participiul). Diferă cel al verbelor de conjugarea a IV-a cu rădăcina terminată în r, ț, tš, ș, z sau j: urǫ́t „urât”, ạmpărțǫ́t „împărțit”, nărăntšǫ́t „poruncit”, ișǫ́t „ieșit”, ạncălzǫ́t „încălzit”, prăjǫ́t „prăjit”.

### Sintaxă
Și sintaxa meglenoromânei prezintă influențe ale limbii macedonene.

#### Grupul nominal
Sub influența macedonenei, în grupul nominal, topica este în general determinant sau/și atribut adjectival ori substantival în genitiv + substantiv determinat: méu̯ stăpǫ́n „stăpânul meu”, țísta drác(u) „acest drac / dracul acesta”, ună noáu̯ă casă „o casă nouă”, lu ạmpirátu íl’ă „fata împăratului”.
Adjectivul demonstrativ este urmat cel mai frecvent de substantiv cu articol hotărât (țísta drácu, țeá válea „valea aceea”, țíșta fráțil’ „frații aceștia”), uneori de substantiv nearticulat: țísta drác.

#### Complementul direct
Complementul direct exprimat prin nume de persoană nu primește prepoziție: Să dărǫ́m ună cárti să la pę́ră fitšóru picuráril’ „Să facem o scrisoare pentru ca păstorii să-l ucidă pe băiat”.
Anticiparea sau reluarea complementului direct prin pronumele personal de formă neaccentuată corespunzător este mai frecventă decât în română, practicându-se și în cazul inanimatelor. Exemple:
Pidúcl’ul ạu̯ bii̯ú sắndzili… pói̯a ạu̯ tăl’áră pidúcl’ul „Păduchele bău sângele… apoi tăiară păduchele”;
Dǫ́-ń l’a tǫ́l’ cǫ́ń ástăz, i̯ó si-ț l’a dáu̯ mél’ la tíni „Dă-mi câinii tăi astăzi, eu ți-i voi da pe ai mei ție”;
Țí zúu̯ă să u fáțim núnta? „În ce zi să facem nunta?”;
Bărbátu u ạnvărte̯áști cása „Bărbatul duce greul casei” (literal „Bărbatul o învârte casa”).

#### Construcția comparativă
La gradul comparativ, termenul de comparație se introduce cu conjuncția di, iar adverbul mai̯ stă mai frecvent înaintea predicatului decât înaintea adjectivului: Cárnea di curșútă mai̯ nú-i̯ búnă di lu țérbu „Carnea de căprioară nu e mai bună decât cea a cerbului”. La superlativ, tot di stă înaintea cuvântului ce înglobează cuvântul caracterizat : nai̯márli di tóț „cel mai mare dintre toți”.

#### Construcții verbale impersonale
În meglenoromână sunt frecvente construcțiile de tipul „mi se pare”, „mi se cuvine” extinse și la verbe care în principal nu sunt impersonale: nú-l’ ți mắncă „nu-i e foame” (literal „nu i se mănâncă”), la si durmeá „le era somn” (lit. „li se dormea”), nú-ń ți dúți „nu-mi vine să mă duc” (lit. „nu mi se duce”).

## Lexic
Lexicul meglenoromânei cuprinde unele cuvinte moștenite din substratul traco-dacic, partea sa de bază este formată în majoritate din cuvinte moștenite din latină, și se îmbogățește cu cuvinte împrumutate din limbile vecine, precum și prin formare de cuvinte pe teren propriu, mai ales prin derivare.

### Cuvinte moștenite
Din substrat se presupune că provin cuvinte comune cu albaneza, majoritatea existând și în celelalte idiomuri romanice de est, de exemplu năprǫ́tcă / năprắtcă „năpârcă” și țap, altele nu, de exemplu daș „miel de casă, pentru copii”.
Lexicul meglenoromân moștenit din latină este mai redus decât cel din aromână, dar mai extins decât cel din istroromână. În lista Swadesh a limbii meglenoromâne de 207 cuvinte, 90,33% din acestea sunt moștenite din latină. Unele cuvinte din latină nu există în celelalte idiomuri romanice de est, de exemplu dărtoári „secure mică” (< DOLATORIA), sirbíri (< SERVIRE) „a sluji, a munci”, urdinári (< ORDINARE „a pune în ordine”). În meglenoromână și corp este moștenit, în română fiind împrumutat.

### Împrumuturi
Împrumuturile lexicale cele mai vechi sunt slave. Acestea sunt comune cu celelalte idiomuri romanice de est, de exemplu gol, lupátă, deal, drag. Cele ulterioare sunt din macedoneană, unele mai vechi, folosite în tot Meglenul, precum tšítšă „unchi”, mátšcă „pisică”, trăpíri „a răbda, a suporta”, altele mai recente, folosite numai în actuala Macedonie de Nord: bólniță „spital”, dóguvor „acord, contract”, voz „tren”.
Provin împrumuturi și din limba greacă, care sunt mai puține decât în aromână. Unele sunt mai vechi și generale, precum acsén / ăcsén „străin” și píră „flacără”, altele mai noi, folosite numai în Grecia: fos „lumină”, decheóma „dreptate” și révmă „curent (electric)”.
Meglenoromâna este idiomul romanic de est cu cele mai multe împrumuturi din turcă, în general comune cu cele din macedoneană: báftšă „grădină”, isáp „socoteală”, itš „deloc”.

### Derivare
Acest procedeu de formare a cuvintelor este foarte important în meglenoromână.

#### Sufixe
Cele mai multe sufixe sunt de origine latină, fiind aplicate la cuvinte comune cu celelalte idiomuri romanice de est, altele la cuvinte comune, dar fără derivatul respectiv în română, altele la împrumuturi ale meglenoromânei (exemplele sunt date în această ordine):
- -ár: murár „morar”, stirpár „păstor de oi sterpe”, tšou̯lár „cizmar”;
- -át: uricl’át „urechiat”, fărinát „făinos”, tšiclăzát „cu boabe negre în spic” (referitor la un soi de grâu);
- -eáță: virdeáță „verdeață”, flămundeáță „foame”;
- -éł (-ǫ́ł după r, ț, tš, ș, z sau j), -eáu̯ă: cățǫ́ł „cățel”, fitšuréł „fecioraș”, cumățǫ́ł „bucățică”;
- -és, -eáscă: dumnés „domnesc”, mul’ărés „femeiesc”, ghi̯upțés „țigănesc”;
- -íl’ă: bucuríl’ă „bucurie”, buníl’ă „bunătate”, ubăvíl’ă „frumusețe”;
- -ími: nălțími „înălțime”, acrími „acreală”;
- -mínt: jurimínt „jurământ”, ạncălzimínt „încălzire”;
- -oáńă (variantă regională -ǫ́ńă): lupoáńă „lupoaică”, cucușǫ́ńă „păduche de găini”, măndăloáńă „zăvor”;
- -ós, -oásă: bărbós, linós „leneș”, călincós „ca rodia”;
- -tór, -toári: cumpărătór, drumătór „drumeț”, licuitór „vindecător”;
- -tšúni: gulitšúni „goliciune”, piritšúni „descreșterea lunii” (< períri „a pieri”), gălitšúni „dezmierdare”;
- -úră: bii̯utúră „băutură”, măncătúră „mâncare”, nărăntšătúră „poruncă”.

Sufixele nelatine sunt preluate cu cuvinte împrumutate dintr-o anumită limbă, dar cele productive sunt aplicate și la cuvinte moștenite, și la împrumuturi din alte limbi (exemplele sunt în această ordine).
Sufixe slave vechi:
- -án: vrăptšán „vrabie”, mijlucán „frate mijlociu”;
- -că: chítcă „buchet de flori”, flórcă „fluier”, răsláncă „leoaică”;
- -íc, -ícă: tšubrícă „cimbru”, fitícă „fetiță”, burghíc „șurubel”;
- -íști: băńíști „loc cu băi”, cătuníști „loc unde a fost un cătun”, păzăríști „loc de târg”;
- -íță: bivulíță „bivoliță”, drăchíță „drăcoaică”, bighíță „boiereasă”;
- -úș, -úșă: bealúș „albicios”, mănúșă „mâner”, cărălúș „mosor”;
- -úșcă: gărdúșcă „gărduleț”, cățălúșcă „cățelușă”, cădănúșcă specie de pasăre și de insectă.

Alte sufixe:
- -eálă (variantă -eál’ă) (din macedoneană): streál’ă „trăsnet”, nigreálă „negreală”;
- -ítš (din limba sârbă): divítš „animal sălbatic”, chiăptănítš „pieptănaș”, cumătítš „bucățică”;
- -lǫ́c (din turcă): budalǫ́c „nerozie”, măgărlǫ́c „măgărie”, prii̯atilǫ́c „prietenie”.

#### Prefixe
Din latină au rămas în meglenoromână puține prefixe:
- ạn- / ạm (< IN-): ạncălicári „a încăleca”, ạncl’igári „a închega”, ạnturbári „a întărâta” (ultimul numai în meglenoromână);
- di-: dijugári „a dejuga”, dipărtári „a (se) îndepărta”;
- dis- / diz-: discărcári „a descărca”, dizgulíri „a dezbrăca de tot”.

Majoritatea prefixelor sunt de origine slavă. Unele au numai funcție gramaticală, exprimând aspecte și moduri de acțiune (vezi mai sus Aspecte); altele schimbă și sensul lexical al cuvântului. Astfel sunt:
- nă- (măncári „a mânca” > nămăncári „a (se) sătura”): Vę́ un izmichi̯ár ți nú pǫ́ti să nămănáncă di pǫ́i̯ni „Avea o slugă pe care nu o putea sătura cu pâine”;
- ni- este un prefix privativ: nibún „nebun”, lemn nidurát „lemn necioplit”;
- răz- exprimă ideea de separare sau de distribuire (dári „a da” → răzdári „a împărți”): Răzdeádi dóu̯ă plățínț „Împărți (de pomană) două plăcinte”.

## Exemplu de text
| GURA                                                                           |  | GURA                                                                                |
| Ạń am un ại̯or plin di cal’ al’bi. Saldi un roș ăn mejluc tucu ạl’ clutsăi̯aști. |  | Am un grajd plin de cai albi. Numai unul roșu în mijloc îi tot lovește cu piciorul. |
| Ugudea, tse-i?                                                                 |  | Ghici, ce este?                                                                     |